# Tāj Mīr
Tāj Mīr (persiska: تاج مير) är en ort i Iran.   Den ligger i provinsen Khorasan, i den östra delen av landet, 900 km öster om huvudstaden Teheran. Tāj Mīr ligger 1 439 meter över havet och antalet invånare är 284.
Terrängen runt Tāj Mīr är huvudsakligen platt, men västerut är den kuperad. Runt Tāj Mīr är det glesbefolkat, med 12 invånare per kvadratkilometer. Närmaste större samhälle är Nāz Dasht, 11,3 km söder om Tāj Mīr. Trakten runt Tāj Mīr är ofruktbar med lite eller ingen växtlighet.